# Джон I
Джон (на английски: John of England; на френски: Jean d'Angleterre) известен още под името Джон Безземни (на английски: John Lackland, на френски: Jean Sans-terre) е крал на Англия (1199 – 1216), владетел на Ирландия и херцог на Аквитания от династията на Плантагенетите. Известен е с това, че губи властта над Нормандия и Анжу във Франция и подписва Великата харта на свободите.

## Произход и ранни години
Роден е на 27 декември 1166 г., деня на Йоан Богослов, и поради това е наречен Джон (Йоан). Той е най-малкият син (пети по ред) на Хенри II и Елеонор Аквитанска. За разлика от по-големите си братя, въпреки че е любимец на баща си, той не получава от него нито едно от обширните владения на Плантагенетите във Франция, поради което и се появява прозвището му „Безземни“.
В края на 12 век Джон съзаклятничи с по-големите си братя Жофроа Бретански и Ричард срещу баща си и първородния си брат Хенри под натиска на майка им Елеонор. В избухналия бунт надделява кралят на Англия, който опрощава неподчинението на синовете си, но затваря майка им. По-късно, докато новият крал Ричард е на кръстоносен поход, влиза в тайно съглашение с бившия му съюзник – френския крал Филип ІІ Август и дори предлага сума на императора на Свещената Римска империя, за да задържи Ричард в плен.

## Провъзгласяване и управление
Джон печели доверието на брат си Ричард отново и е провъзгласен за наследник на короната вместо племенника им Артур Бретански. Става крал на Англия през 1199 и в периода от 1202 до 1204 г. води редица неуспешни войни с Франция и изгубва много владения на английската корона на континента, което също допринася за прозвището му.
През 1215 г. крал Джон е принуден от бароните си да подпише Великата харта на свободите, а една година по-късно умира от дизентерия и е наследен от малолетния си син Хенри III, под регентството на Уилям Маршал.
Джон Безземни е сред най-малко обичаните английски крале, познат от литературата като „злия“ принц Джон в легендите за Робин Худ, Айвънхоу и др.
- Надгробна статуя на Джон от катедралата в Устър